# Mieńszykowo (obwód kurski)
Mieńszykowo (ros. Меньшиково) – wieś (ros. деревня, trb. dieriewnia) w zachodniej Rosji, w sielsowiecie skoworodniewskim rejonu chomutowskiego w obwodzie kurskim.

## Geografia
Miejscowość położona jest nad rzeką Izmud, 8 km od centrum administracyjnego sielsowietu skoworodniewskiego (Skoworodniewo), 23 km od centrum administracyjnego rejonu (Chomutowka), 92 km od Kurska.
W granicach miejscowości znajdują się ulice: Zaria, imieni Czapajewa, Litwinow, Sadowaja (78 posesji).

## Historia
Do czasu reformy administracyjnej w roku 2010 wieś Mieńszykowo była centrum administracyjnym sielsowietu mieńszykowskiego, który w tymże roku został włączony w sielsowiet skoworodniewski.

## Demografia
W 2015 r. miejscowość zamieszkiwało 90 osób.

## Zabytki
- Cerkiew Narodzenia Matki Bożej (1852)[2]